# العلاقات السورينامية الفرنسية
العلاقات السورينامية الفرنسية هي العلاقات الثنائية التي تجمع بين سورينام وفرنسا.

## مقارنة بين البلدين
هذه مقارنة عامة ومرجعية للدولتين:
| وجه المقارنة                                              | سورينام                        | فرنسا                                                    |
| --------------------------------------------------------- | ------------------------------ | -------------------------------------------------------- |
| المساحة (كم2)                                             | 163.27 ألف                     | 643.80 ألف                                               |
| عدد السكان (نسمة)                                         | 563.40 ألف                     | 67.12 مليون                                              |
| الكثافة السكانية (ن./كم²)                                 | 3.45                           | 104.26                                                   |
| العاصمة                                                   | باراماريبو                     | باريس                                                    |
| اللغة الرسمية                                             | اللغة الهولندية                | لغة فرنسية                                               |
| العملة                                                    | دولار سورينامي، غيلدر سورينامي | يورو، فرنك س ف ب، فرنك فرنسي، Livre tournois ‏            |
| الناتج المحلي الإجمالي (بليون دولار)                      | 3.32 مليار                     | 2.58 تريليون                                             |
| الناتج المحلي الإجمالي (تعادل القوة الشرائية) بليون دولار | 9.07 مليار                     | 2.87 تريليون                                             |
| الناتج المحلي الإجمالي الاسمي للفرد دولار أمريكي          | 9.48 ألف                       | 36.20 ألف                                                |
| الناتج المحلي الإجمالي للفرد دولار أمريكي                 | 16.64 ألف                      | 39.33 ألف                                                |
| مؤشر التنمية البشرية                                      | 0.714                          | 0.888                                                    |
| رمز المكالمات الدولي                                      | +597                           | +33                                                      |
| رمز الإنترنت                                              | .sr                            | .fr، .bzh ‏، .tf، .re، .wf، .yt، .pm، .paris              |
| المنطقة الزمنية                                           | 00                             | أوروبا/باريس ‏، توقيت وسط أوروبا، توقيت وسط أوروبا الصيفي |

## منظمات دولية مشتركة
يشترك البلدان في عضوية مجموعة من المنظمات الدولية، منها:
| علم المنظمة | اسم المنظمة                        | تاريخ انضمام سورينام | تاريخ انضمام فرنسا |
| ----------- | ---------------------------------- | -------------------- | ------------------ |
|             | يونسكو                             | 16 يوليو 1976        | 4 نوفمبر 1946      |
|             | وكالة ضمان الاستثمار متعدد الأطراف | 2 يوليو 2003         | 28 ديسمبر 1989     |
|             | الأمم المتحدة                      | 4 ديسمبر 1975        | 24 أكتوبر 1945     |
|             | الاتحاد البريدي العالمي            | ?                    | ?                  |
|             | البنك الدولي للإنشاء والتعمير      | 27 يونيو 1978        | 27 ديسمبر 1945     |
|             | المنظمة الهيدروغرافية الدولية      | ?                    | ?                  |
|             | الاتحاد الدولي للاتصالات           | 15 يوليو 1976        | 1866               |
|             | منظمة حظر الأسلحة الكيميائية       | ?                    | ?                  |
|             | مؤسسة التمويل الدولية              | 1 سبتمبر 2011        | 20 يوليو 1956      |
|             | منظمة التجارة العالمية             | ?                    | 1995               |
|             | منظمة الشرطة الجنائية الدولية      | ?                    | ?                  |

## أعلام
هذه قائمة لبعض الشخصيات التي تربطها علاقات بالبلدين:
- ديزي بوترس (13 أكتوبر 1945 – )

## وصلات خارجية
- موقع وزارة الخارجية السورينامية
- موقع وزارة الخارجية الفرنسية